# Anes Mravac
Anes Mravac, född 17 juli 1989 i Malmö, är en svensk före detta fotbollsspelare och senare tränare. Han spelade främst som mittback men kunde även spela som ytterback. Han är huvudtränare i IFK Värnamo. Hans far spelade fotboll i högsta divisionen i Bosnien och Hercegovina.

## Spelarkarriär
Mravac är bosatt i Sverige sedan 1992 och hans moderklubb är Olofströms IF. Han kom till Malmö FF 2001 och var med i A-truppen 2006. Han gjorde sin allsvenska debut den 21 september 2006 (MFF-Kalmar FF 2-2). 
Mravac har även spelat 13 juniorlandskamper.

## Tränarkarriär
I januari 2021 tog Mravac över som huvudtränare i division 1-klubben IF Sylvia. Inför säsongen 2022 fick han en roll som assisterande tränare och fystränare i IFK Norrköping.
Inför säsongen 2023 flyttade Mravac till IFK Värnamo, där han fick en roll som assisterande tränare och ansvarig för lagets fysiska status. Inför säsongen 2024 tog Mravac över som klubbens huvudtränare.
I januari 2025 står det klart att Mravac blir anställd av Malmö FF som huvudtränare för samarbetsklubben BK Olympic.